# Nínox de les Bismarck
El nínox de les Bismarck (Ninox variegata) és una espècie d'ocell de la família dels estrígids (Strigidae). Habita els boscos de Nova Hannover, Nova Irlanda i Nova Bretanya, a les Illes Bismarck. El seu estat de conservació es considera de risc mínim.